# جيمس إدوارد والش
جيمس إدوارد والش (بالإنجليزية: James Edward Walsh)‏ هو قسيس ومبشر أمريكي، ولد في 30 أبريل 1891 في كومبرلاند ‏ في المملكة المتحدة، وتوفي في 29 يوليو 1981 في Maryknoll Society ‏ في الولايات المتحدة.
كان أسقفًا فخريًا لأبرشية ساتا من عام 1927 حتى وفاته.